# 2900 Luboš Perek
2900 Luboš Perek eller 1972 AR är en asteroid i huvudbältet som upptäcktes den 14 januari 1972 av den tjeckiske astronomen Luboš Kohoutek vid Bergedorf-observatoriet. Den har fått sitt namn efter den tjeckiske astronomen Luboš Perek (1919-2020).
Asteroiden har en diameter på ungefär 12 kilometer och den tillhör asteroidgruppen Eos.